# Tim Cook
Timothy Donald „Tim” Cook (n. 1 noiembrie 1960, Robertsdale, Alabama, SUA) este din 24 august 2011 Director General (Chief executive officer) al companiei Apple Inc. . După o carieră anterioară la alte companii (IBM, Compaq), Cook s-a alăturat firmei Apple în martie 1998. În 2014, Cook a devenit primul CEO (Director General) al unei companii Fortune 500 care s-a identificat public drept gay.
În martie 2015 a declarat că va dona întreaga avere (aprox 700 milioane de dolari) pentru scopuri caritabile. In luna aprilie a anului 2015 a fost inclus in top 100 cele mai influente persoane de pe planeta multumita muncii depuse in cadrul Apple in timpul anului 2014. 